# Парижката Света Богородица (балет)
Вижте пояснителната страница за други значения на Парижка Света Богородица.
„Парижката Света Богородица“ (фр. Notre Dame de Paris) е балет в 2 действия и 3 картини по музика на Морис Жар и хореография на Ролан Пти, либрето по едноименния роман на Виктор Юго.
Поставен за първи път на 11 декември 1965 г. в Парижката опера. Това е първата постановка на Пти за Парижката опера и балет, която той напуска 20 години по-рано. Декорите са на Рене Алио, а костюмите на Ив Сен Лоран. В ролитеː Клер Мот (Есмералда), Ролан Пти (Квазимодо), Сирил Атанасоф (Фроло), Жан-Пиер Бонфу (Феб).
Балетът се радва на голям успех и продължава да бъде поставян и днес, вкл. серия представления на Парижката опера и балет в края на сезон 2013 – 2014 в Операта на Бастилията, както и продукция на миланската Скала през 2013 г.

## Сюжет
Париж, края на 15 век. Красивата циганка Есмералда е несправедливо обвинена в убийството на капитана на кралските стрелци и неин любим Феб де Шатопер. В действитеност покушението е извършено от ревнивия свещеник Клод Фроло. Звънарят на Париката Света Богородица – нещастният и уродлив Квазимодо, се опитва да скрие Есмералда в една от кулите на катедралата. Фроло обаче я открива и я предава на властта. Обезумял, Квазимодо убива Фроло.